# 439
Évszázadok: 4. század – 5. század – 6. század
Évtizedek: 380-as évek – 390-es évek – 400-as évek – 410-es évek – 420-as évek – 430-as évek – 440-es évek – 450-es évek – 460-as évek – 470-es évek – 480-as évek
Évek: 434 – 435 – 436 – 437 –  438 – 439 – 440 – 441 – 442 – 443 – 444

## Események

### Nyugat- és Keletrómai Birodalom
- II. Theodosius császárt és Flavius Festust választják consulnak.
- Litorius nyugatrómai hadvezér ostrom alá veszi Tolosát, a vizigótok fővárosát. A vizigótok megtámadják és legyőzik; Litorius sebesülten fogságba esik és röviddel később sebeibe belehal. A rómaiak ezt követően békét kötnek Theodoric vizigót királlyal.
- Észak-Afrikában a vandálok a békeszerződést megszegve meglepetésszerűen elfoglalják Karthágót, amelyet királyságuk fővárosává tesznek.
- A hispániai szvébek elfoglalják Lusitania provincia székhelyét, Emerita Augustát.
- Megszületik III. Valentinianus nyugatrómai császár első gyereke, Eudocia. Feleségét, Licinia Eudoxiát augusta (császárnő) címmel tünteti ki.

### Kína
Tajvu, Északi Vej császára megtámadja és annektálja Északi Liang államot. Ezzel egész Észak-Kínát egyesíti az Északi Vej-dinasztia uralma alatt, egyetlen riválisa a déli Liu Szung-dinasztia. Kínában véget ér a Tizenhat királyság kora és az ország az Északi és déli dinasztiák korába lép.

## Születések
- Eudocia, III. Valentinianus lánya, Huneric vandál király felesége
- Szabbai Szent Szabbász, keresztény szerzetes

## Halálozások
- I. Szent Izsák, örmény katolikosz
- Ifjabb Szent Melánia, keresztény szent

## Fordítás
- Ez a szócikk részben vagy egészben  a(z)   439 című angol Wikipédia-szócikk ezen változatának fordításán alapul.  Az eredeti cikk szerkesztőit annak laptörténete sorolja fel. Ez a jelzés csupán a megfogalmazás eredetét és a szerzői jogokat jelzi, nem szolgál a cikkben szereplő információk forrásmegjelöléseként.